# Versorgungskommando 600
Das Versorgungskommando 600 war eines der Versorgungskommandos des Territorialheeres im Heer der Bundeswehr. Der Stabssitz war Flensburg. Das Versorgungskommando war dem Territorialkommando Schleswig-Holstein unterstellt.

## Aufträge
Das Versorgungskommando bündelte auf Ebene des Territorialkommandos die Truppenteile der Instandsetzungs- und Nachschubtruppe. Während im Feldheer auf Ebene der Korps die Instandsetzung und der Nachschub in getrennten Truppenteilen organisiert wurde (je drei Instandsetzungs- und Nachschubkommandos), entschloss man sich im Territorialheer auf Ebene der Territorialkommandos die Kräfte in den Versorgungskommandos zu bündeln.
Nebenauftrag war die Kampfmittelbeseitigung, die außerhalb Schleswig-Holsteins meist Aufgabe der Instandsetzungskommandos war.
Im Frieden bestand das Versorgungskommando wie fast alle Verbände des Territorialheeres um 1989 aus vielen nicht (voll-)aktiven Truppenteilen. Im Frieden waren dem Versorgungskommando rund 2500 Soldaten und 1000 Zivilbeschäftigte zugeordnet. Im Verteidigungsfall konnte das Versorgungskommando nach der Mobilmachung durch die Einberufung von Reservisten und Dienstverpflichtung von Zivilbeschäftigten auf rund 5000 Mann aufwachsen. Insgesamt entsprach die Größe des Versorgungskommandos damit nach der Mobilmachung in etwa der Größe einer der Brigaden des Feldheeres.

## Gliederung
Um 1989 gliederte sich das Versorgungskommando grob in:
- Stab/Stabskompanie Versorgungskommando 600, Flensburg
  -  Transportbataillon 610 (gekadert), Heide
  -  Nachschubbataillon 610 (gekadert), Seeth
  -  Nachschubbataillon 620 (GerEinh), Süderlügum
  -  Instandsetzungsbataillon 610 (teilaktiv), Flensburg
  -  Nachschubausbildungszentrum 600, Heide
  -  Instandsetzungsausbildungskompanie 605, Boostedt (im Frieden zu Instandsetzungsbataillon 610)
  -  Nachschubausbildungskompanie 607, Seeth (im Frieden zu Nachschubbataillon 610)

Im Frieden war zusätzlich das Husumer Feldersatzbataillon 610 (GerEinh) des Territorialkommandos unterstellt.
Hinweis: Die Hauptgerätedepots befanden sich in Glinde, Ladelund, Silberstedt. Hauptmunitionsdepots befanden sich in  Boostedt und Löwenstedt. Ein Sanitätsdepot wurde in Bramstedtlund eingerichtet.

## Geschichte
Das Versorgungskommando wurde zur Einnahme der Heeresstruktur III ab 1970 auf dem Stützpunkt in Flensburg-Mürwik aufgestellt. Zur Aufstellung wurde die Dienststelle des Flensburger Heeresversorgungsführers herangezogen.
Nach Ende des Kalten Krieges wurde das Versorgungskommando 600 1994 etwa zeitgleich mit der Auflösung des Territorialkommandos Schleswig-Holstein außer Dienst gestellt.
Die im Juni 1994 Jahren geräumte kleine Kaserne des Versorgungskommandos 600 in der Swinemünder Straße 13, die aus vier Gebäuden bestand, wurde seit 2011 abgerissen. Abgerissen wurde dabei auch das Stabsgebäude des Versorgungskommandos, das aus dem Jahr 1943 stammte. Der Abriss wurde von Seiten der Stadt seinerzeit damit begründet, dass das Kulturdenkmal städtebaulich nicht in Erscheinung treten würde und somit das Stadtbild nicht beeinflussen würde. Auf der geräumten Fläche wurde im Anschluss ein Seniorenzentrum mit 80 Wohneinheiten Deutschen Roten Kreuzes gebaut. Das zunächst nicht abgerissene Kompaniegebäude aus dem Jahr 1965, das ursprünglich als Mannschaftsunterkunft diente, sollte nach den ursprünglichen Plänen zum Servicehaus des DRK-Komplexes ausgebaut werden. Dazu kam es nicht, es wurde zur Erweiterung der Wohnanlage ebenfalls abgerissen.

## Verbandsabzeichen

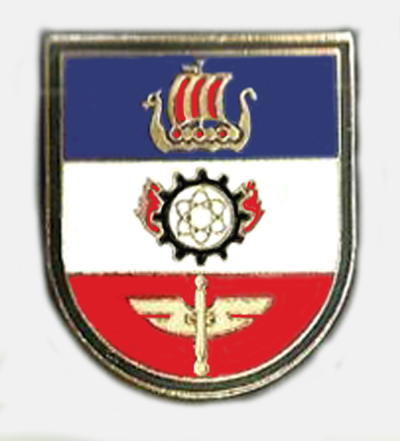
Internes Verbandsabzeichen des Stabes/Stabskompanie

Das Versorgungskommando führte aufgrund seiner Ausplanung als Teil der analog wie Korpstruppen direkt dem Territorialkommando unterstellten und unselbständigen Truppenteile kein eigenes Verbandsabzeichen. Die Soldaten trugen daher das Verbandsabzeichen des übergeordneten Territorialkommandos.
Als „Abzeichen“ wurde daher unpräzise manchmal das interne Verbandsabzeichen des Stabes und der Stabskompanie „pars pro toto“ für das gesamte Versorgungskommando genutzt. Der Schild des internen Verbandsabzeichens war in den Landesfarben Schleswig-Holsteins grundiert. Es zeigte im mittleren Feld ähnlich wie im Barettabzeichen der Instandsetzungstruppe ein Zahnrad als Hinweis auf die instandzusetzenden mechanischen Systeme und ein Atommodell als Hinweis auf die zu reparierenden elektronischen Systeme sowie zwei Seepferdchen als Hinweis auf das Operationsgebiet zwischen Ost- und Nordsee. Ferner zeigte es im unteren Feld ähnlich wie im Truppengattungsabzeichen der Nachschubtruppe den Caduceus (Hermesstab). Im oberen Feld zeigte es ein für die Kimbrische Halbinsel einst typisches Wikingerschiff mit einem Segel in dänischen Landesfarben, das ähnlich im internen Verbandsabzeichen des übergeordneten Territorialkommandos abgebildet ist und die Zusammenarbeit mit den dänischen Streitkräften symbolisiert.